# Sebastián Rozental
Sebastián Rozental Igualt (en hebreo: סבסטיאן רוזנטל; Santiago, 1 de septiembre de 1976) es un exfutbolista chileno-israelí.

## Trayectoria

### Como jugador
En 1992 inicia su carrera, jugando en Universidad Católica y su debut fue el 16 de septiembre contra Independiente de Avellaneda en San Carlos de Apoquindo. Su primer gol como profesional lo anotó en la Copa Chile 1993 de rabona frente a Unión Santa Cruz. Su nivel futbolístico creció en los cuatro años que militó en la UC, marcando 39 goles en 75 partidos, además de lograr la Copa Interamericana 1994 y Copa Chile 1995, como también tres Liguillas Pre-Libertadores.
Su buen nivel demostrado hizo que en 1997 partiera al fútbol escocés, al Rangers FC, convirtiéndose así en el primer jugador sudamericano en la historia del club. Sin embargo, en su partido debut contra el St. Johnstone F.C, luego de marcar el primer tanto para su equipo, sufrió una rotura de ligamentos cruzados, de la cual nunca se recuperaría completamente, mermando su rendimiento en la rústica liga escocesa. A mediados de 1999 fue cedido por 6 meses al club que lo vio nacer, Universidad Católica, en donde recuperó parte de su nivel al convertirse en el goleador del equipo con 22 anotaciones. Tras finalizar su cesión, regresó a Escocia. A pesar de que en Rangers jugó muy pocos partidos, aun así ganó 3 ligas de ese país y 2 copas; su mejor temporada fue la de 1999-2000 donde Rozental jugaría 13 partidos y marcaría 5 goles, aportando para que su equipo ganara la copa y la liga de Escocia.
En agosto de 2000, fue cedido a préstamo a Independiente de Avellaneda. Sin embargo, Rozental, que vistió la camiseta 10 del legendario Ricardo Bochini, no cumplió con las expectativas, y aún hoy es considerado como uno de los peores refuerzos de la historia del club argentino.
En el año 2001 fue anunciado como nuevo refuerzo de Colo-Colo, lo que le generó ser tildado como un traidor por parte de la gente de Universidad Católica. Años después, tras su paso por el cuadro albo, declaró “Creo que son las reglas del juego en esta profesión. Si a ti no te quieren de un lado (UC), me voy al otro. Porque en 2001 la UC no me quiso de regreso. Y venía de Argentina, era seleccionado chileno y no me iba a ir a un equipo de provincia. Yo lo tomé como profesional, no me podía quedar sentado en mi casa. Además había un grupo fenomenal en ese club con Roberto Hernández como técnico, con compañeros que había tenido en la selección como el “Coto Sierra”, Pedro Reyes, "Rambo” Ramírez, el argentino Gamboa, el uruguayo Arbiza. Entonces eso a la larga no debe ser trascendente, porque al final el jugador se saca la cresta por su nueva camiseta. Ahora, si hubiera dependido de mí, me voy a la UC”. Además, indicó que tuvo una oferta de Universidad de Chile, la cual desestimó.
Tras su paso por Colo-Colo, la temporada 2002-2003 juega en el Grasshopper Club Zúrich de Suiza. Luego de no lograr consolidarse, regresó a Universidad Católica.
En su tercer regreso a Católica el año 2003 obtuvo la Liguilla Pre-Sudamericana donde marcó solo 8 goles en el segundo semestre. Un regreso que no fue como el primero en el año 1999 donde tuvo buenas actuaciones que recordaron el año 1996. Y ya en su tercer retorno en 2005 solo pudo anotar un gol terminando así de una forma pobre y muy cambiante su relación con la Universidad Católica.
En la suma de los cuatro períodos que estuvo en la UC, contabilizando solo el torneo nacional, jugó 131 encuentros y marcó 67 goles.
Posteriormente siguió un periplo por, Puerto Rico, Estados Unidos, hasta recalar en Israel, donde por su condición de judío obtuvo la ciudadanía mediante la Ley del Retorno y firmó por el Maccabi Petah-Tikvah F.C.. Al no obtener buenos resultados, en mitad de la temporada, firmó un contrato de un año con el Maccabi Netanya. De su paso por América y Europa no ha resaltando mucho, si se trata de buen rendimiento.

### Carrera televisiva
El martes 20 de enero de 2009 inició su carrera como comentarista deportivo en Mega en un partido entre Unión Española y Universidad Católica por la copa Telefónica, en la que Unión Española ganó a la UC de Marco Antonio Figueroa por 3:1. Durante 5 años trabajó como periodista en DirecTV Sports. En 2011, fue comentarista deportivo en TVN durante la Copa América 2011 celebrada en Argentina.

## Selección nacional
Con la Selección Chilena ha sido internacional en 27 ocasiones, marcando dos goles. Además formó dupla con Marcelo Salas en la Selección Sub-23 que quedó eliminada en Primera Fase del Torneo Preolímpico Sudamericano Sub-23 de 1996. Pero su mayor logro con La Roja fue capitanear el seleccionado Sub-17 chileno que alcanzó un histórico tercer lugar en el Mundial Sub-17 de Japón, en 1993. Su último partido por la selección adulta fue ante Ecuador en octubre de 2000.

### Participaciones en Copas América
| Torneo            | País    | Resultado     | Posición | PJ | G |
| ----------------- | ------- | ------------- | -------- | -- | - |
| Copa América 1995 | Uruguay | Primera Ronda | 3        | 1  | 1 |

### Participaciones en Clasificatorias a Copas del Mundo
| Eliminatorias                    | País                  | Resultado   | Posición | PJ | G |
| -------------------------------- | --------------------- | ----------- | -------- | -- | - |
| Eliminatorias Francia 1998       | Francia               | Clasificado | 4º       | 5  | 0 |
| Eliminatorias Corea y Japón 2002 | Corea del Sur y Japón | Eliminado   | 10º      | 4  | 0 |

### Participaciones en Copas del Mundo Juveniles
| Mundial                        | Sede  | Resultado     |
| ------------------------------ | ----- | ------------- |
| Mundial Juvenil Sub-17 de 1993 | Japón | Tercer lugar  |
| Mundial Juvenil Sub-20 de 1995 | Catar | Primera ronda |

### Participaciones en Preolímpicos
| Torneo                               | Sede      | Resultado    | PJ | Goles | Asis. |
| ------------------------------------ | --------- | ------------ | -- | ----- | ----- |
| Preolímpico Sub 23 de Argentina 1996 | Argentina | Primera Fase | 4  | 0     | 0     |

### Partidos internacionales
| Partidos internacionales | Partidos internacionales | Partidos internacionales                               | Partidos internacionales | Partidos internacionales | Partidos internacionales | Partidos internacionales | Partidos internacionales | Partidos internacionales | Partidos internacionales           |
| N.º                      | Fecha                    | Estadio                                                | Local                    | Resultado                | Visitante                | Goles                    | Asistencias              | DT                       | Competición                        |
| ------------------------ | ------------------------ | ------------------------------------------------------ | ------------------------ | ------------------------ | ------------------------ | ------------------------ | ------------------------ | ------------------------ | ---------------------------------- |
| 1                        | 25 de mayo de 1995       | la Mancomunidad, Edmonton, Canadá                      | Chile                    | 2:1                      | Irlanda del Norte        |                          |                          | Xabier Azkargorta        | Copa Canadá 1995                   |
| 2                        | 28 de mayo de 1995       | la Mancomunidad, Edmonton, Canadá                      | Canadá                   | 1:2                      | Chile                    |                          |                          | Xabier Azkargorta        | Copa Canadá 1995                   |
| 3                        | 16 de junio de 1995      | Regional, Antofagasta, Chile                           | Chile                    | 3:1                      | Nueva Zelanda            |                          |                          | Xabier Azkargorta        | Copa Centenario del Fútbol Chileno |
| 4                        | 19 de junio de 1995      | La Portada, La Serena, Chile                           | Chile                    | 0:1                      | Paraguay                 |                          |                          | Xabier Azkargorta        | Copa Centenario del Fútbol Chileno |
| 5                        | 22 de junio de 1995      | Nacional, Santiago, Chile                              | Chile                    | 0:0                      | Turquía                  |                          |                          | Xabier Azkargorta        | Copa Centenario del Fútbol Chileno |
| 6                        | 8 de julio de 1995       | Parque Artigas, Paysandú, Uruguay                      | Estados Unidos           | 2-1                      | Chile                    | Anotado                  |                          | Xabier Azkargorta        | Copa América 1995                  |
| 7                        | 11 de julio de 1995      | Parque Artigas, Paysandú, Uruguay                      | Argentina                | 4-0                      | Chile                    |                          |                          | Xabier Azkargorta        | Copa América 1995                  |
| 8                        | 14 de julio de 1995      | Parque Artigas, Paysandú, Uruguay                      | Chile                    | 2-2                      | Bolivia                  |                          |                          | Xabier Azkargorta        | Copa América 1995                  |
| 9                        | 11 de octubre de 1995    | Collao, Concepción, Chile                              | Chile                    | 2-0                      | Canadá                   | Anotado                  |                          | Xabier Azkargorta        | Amistoso                           |
| 10                       | 4 de febrero de 1996     | Félix Capriles, Cochabamba, Bolivia                    | Bolivia                  | 1-1                      | Chile                    |                          |                          | Xabier Azkargorta        | Amistoso                           |
| 11                       | 7 de febrero de 1996     | Sausalito, Viña del Mar, Chile                         | Chile                    | 2-1                      | México                   |                          |                          | Xabier Azkargorta        | Amistoso                           |
| 12                       | 14 de febrero de 1996    | Francisco Sánchez Rumoroso, Coquimbo, Chile            | Chile                    | 4-0                      | Perú                     |                          |                          | Xabier Azkargorta        | Amistoso                           |
| 13                       | 23 de abril de 1996      | Estadio Regional, Antofagasta, Chile                   | Chile                    | 3:0                      | Australia                |                          |                          | Xabier Azkargorta        | Amistoso                           |
| 14                       | 26 de mayo de 1996       | Nacional, Santiago, Chile                              | Chile                    | 2:0                      | Bolivia                  |                          |                          | Xabier Azkargorta        | Amistoso                           |
| 15                       | 2 de junio de 1996       | Agustín Tovar, Barinas, Venezuela                      | Venezuela                | 1:1                      | Chile                    |                          |                          | Xabier Azkargorta        | Clasificatorias Francia 1998       |
| 16                       | 25 de agosto de 1996     | Baltodano Briceño, Liberia, Costa Rica                 | Costa Rica               | 1-1                      | Chile                    |                          |                          | Nelson Acosta            | Amistoso                           |
| 17                       | 1 de septiembre de 1996  | Metropolitano Roberto Meléndez, Barranquilla, Colombia | Colombia                 | 4-1                      | Chile                    |                          |                          | Nelson Acosta            | Clasificatorias Francia 1998       |
| 18                       | 9 de octubre de 1996     | Defensores del Chaco, Asunción, Paraguay               | Paraguay                 | 2-1                      | Chile                    |                          |                          | Nelson Acosta            | Clasificatorias Francia 1998       |
| 19                       | 12 de noviembre de 1996  | Nacional, Santiago, Chile                              | Chile                    | 1-0                      | Uruguay                  |                          |                          | Nelson Acosta            | Clasificatorias Francia 1998       |
| 20                       | 15 de diciembre de 1996  | Monumental, Buenos Aires, Argentina                    | Argentina                | 1-1                      | Chile                    |                          |                          | Nelson Acosta            | Clasificatorias Francia 1998       |
| 21                       | 12 de enero de 1997      | Nacional, Lima, Perú                                   | Perú                     | 2-1                      | Chile                    |                          |                          | Nelson Acosta            | Clasificatorias Francia 1998       |
| 22                       | 29 de enero de 2000      | Francisco Sánchez Rumoroso, Coquimbo, Chile            | Chile                    | 1-2                      | Estados Unidos           |                          |                          | Nelson Acosta            | Amistoso                           |
| 23                       | 2 de febrero de 2000     | Ricardo Saprissa, Tibás, Costa Rica                    | Costa Rica               | 1-0                      | Chile                    |                          |                          | Nelson Acosta            | Amistoso                           |
| 24                       | 3 de junio de 2000       | Centenario, Montevideo, Uruguay                        | Uruguay                  | 2-1                      | Chile                    |                          |                          | Nelson Acosta            | Clasificatorias Corea-Japón 2002   |
| 25                       | 19 de julio de 2000      | Hernando Siles, La Paz, Bolivia                        | Bolivia                  | 1-0                      | Chile                    |                          |                          | Nelson Acosta            | Clasificatorias Corea-Japón 2002   |
| 26                       | 25 de julio de 2000      | Pueblo Nuevo, San Cristóbal, Venezuela                 | Venezuela                | 0-2                      | Chile                    |                          |                          | Nelson Acosta            | Clasificatorias Corea-Japón 2002   |
| 27                       | 8 de octubre de 2000     | Olímpico Atahualpa, Quito, Ecuador                     | Ecuador                  | 1-0                      | Chile                    |                          |                          | Nelson Acosta            | Clasificatorias Corea-Japón 2002   |
| Total                    | Total                    | Total                                                  | Presencias               | 27                       | Goles                    | 2                        |                          |                          |                                    |

| Selección chilena | Selección chilena | Selección chilena |
| Año               | Partidos          | Goles             |
| ----------------- | ----------------- | ----------------- |
| 1995              | 9                 | 2                 |
| 1996              | 11                | 0                 |
| 1997              | 1                 | 0                 |
| 2000              | 6                 | 0                 |
| Total             | 27                | 2                 |

## Clubes
| Club                            | País           | Año       |
| ------------------------------- | -------------- | --------- |
| Universidad Católica            | Chile          | 1992-1996 |
| Glasgow Rangers                 | Escocia        | 1997-2000 |
| → Universidad Católica (cedido) | Chile          | 1999      |
| → Independiente (cedido)        | Argentina      | 2000      |
| → Colo-Colo (cedido)            | Chile          | 2001      |
| Grasshopper-Club Zürich         | Suiza          | 2002-2003 |
| Universidad Católica            | Chile          | 2003      |
| Unión Española                  | Chile          | 2004      |
| Universidad Católica            | Chile          | 2005      |
| Puerto Rico Islanders           | Puerto Rico    | 2005      |
| Columbus Crew                   | Estados Unidos | 2006      |
| Maccabi Petah-Tikvah            | Israel         | 2006-2007 |
| Maccabi Netanya                 | Israel         | 2007-2008 |

## Palmarés

### Torneos nacionales
| Título             | Club                    | País    | Año     |
| ------------------ | ----------------------- | ------- | ------- |
| Copa Chile         | Universidad Católica    | Chile   | 1995    |
| Premier League     | Glasgow Rangers         | Escocia | 1996-97 |
| Premier League     | Glasgow Rangers         | Escocia | 1998-99 |
| Copa de Escocia    | Glasgow Rangers         | Escocia | 1998-99 |
| Premier League     | Glasgow Rangers         | Escocia | 1999-00 |
| Copa de Escocia    | Glasgow Rangers         | Escocia | 1999-00 |
| Swiss Super League | Grasshopper Club Zurich | Suiza   | 2002-03 |

### Torneos internacionales
| Título              | Club                 | País  | Año  |
| ------------------- | -------------------- | ----- | ---- |
| Copa Interamericana | Universidad Católica | Chile | 1994 |

### Distinciones individuales
| Distinción                          | Año  |
| ----------------------------------- | ---- |
| Futbolista del año en Chile         | 1996 |
| Premio al mejor deportista de Chile | 1996 |